# Południowa Afryka na Letnich Igrzyskach Olimpijskich Młodzieży 2010
Republikę Południowej Afryki na Letnich Igrzyskach Olimpijskich Młodzieży 2010 w Singapurze reprezentowało 62 sportowców w 13 dyscyplinach.

## Skład kadry

### Gimnastyka

#### Gimnastyka sportowa
- Ryan Patterson - 33 miejsce
- Claudia Cummins - 27 miejsce

#### Gimnastyka rytmiczna
- Aimee Van Rooyen - 14 miejsce w kwalifikacjach

#### Gimnastyka na trampolinie
- Reinhard Huisamen - 12 miejsce w kwalifikacjach
- Iolanthea Louw - 11 miejsce w kwalifikacjach

### Hokej na trawie
Drużyna dziewcząt: 6 miejsce
- Phumelela Mbande
- Sinethemba Zungu
- Toni-Leigh van Niekerk
- Kirsty Ann Gibbings
- Keisha Arnolds
- Charne van Biljon
- Jenna-Leigh du Preez
- Bronwyn Kretzmann
- Tiffany Jones
- Sarah Ive
- Jacinta Jubb
- Stephanie Baxter
- Hlubikazi Sipamla
- Quanita Bobbs
- Elan-Margo van Vught
- Zimisele Shange

### Jeździectwo
- Samantha McIntosh - 4 miejsce

### Kajakarstwo
- Luke Stowman
  - slalom - 14 miejsce
  - sprint - 18 miejsce
- Kerry Segal
  - slalom - 20 miejsce
  - sprint - 11 miejsce

### Kolarstwo
- Luke Roberts
- Teagan O'Keeffe
- Jayde Julius
- Lunga Mkhize

### Koszykówka
Drużyna chłopców: 19. miejsce
- Nkosinathi Festile
- Justin Paton
- Duke Lazarus
- Siyabonga Mahlinza

### Lekkoatletyka
Chłopcy:
- Siphelo Ngqabaza - bieg na 200 m - 17 miejsce w kwalifikacjach; nie wystąpił w finale
- Ruan Greyling - bieg na 400 m  srebrny medal
- Schalk Burger - bieg na 400 m przez płotki - 7 miejsce w finale
- Frans Schutte
- Jacques Du Plessis - rzut dyskiem  złoty medal
- Dylan Jacobs - rzut oszczepem - 4 miejsce w finale
- Stiaan Minnie - rzut młotem - 14 miejsce w finale
- Rudolph Pienaar - skok w dal  brązowy medal
- Migael Celliers - skok o tyczce - 9 miejsce w finale

Dziewczęta:
- Izelle Neuhoff - bieg na 400 m - 8 miejsce w finale
- Thato Makhafola - bieg na 1000 m - 8 miejsce w finale
- Kayla Gilbert - bieg na 100 m przez płotki - 10 miejsce w finale
- Simone Meyer - rzut dyskiem - 4 miejsce w finale
- Maryke Brits - skok w dal - 8 miejsce w finale
- Valentina Da Rocha - trójskok - nie wystartowała w kwalifikacjach

### Pływanie
Chłopcy:
- Pierre Keune
  - 100 m st. dowolnym - 32 miejsce w kwalifikacjach
- Chad le Clos
  - 200 m st. dowolnym - 9 miejsce w kwalifikacjach
  - 400 m st. dowolnym -  srebrny medal
  - 100 m. st. motylkowym -  srebrny medal
  - 200 m. st. motylkowym -  srebrny medal
  - 200 m. st. zmiennym -  złoty medal
- Murray McDougall
  - 100 m st. grzbietowym - 5 miejsce w finale
  - 50 m st. motylkowym - 7 miejsce w finale
- Dylan Bosch
  - 200 m. st. zmiennym -  brązowy medal

Sztafeta chłopców:
- 4x100 m dowolnym  brązowy medal
- 4x100 m zmiennym - 6 miejsce w finale

Dziewczęta:
- Kyla Ferreira
  - 100 m st. dowolnym - 27 miejsce w kwalifikacjach
  - 200 m st. dowolnym - 34 miejsce w kwalifikacjach
- Natasha de Vos
  - 400 m st. dowolnym - 21 miejsce w kwalifikacjach
  - 200 m st. grzbietowym - 16 miejsce w kwalifikacjach
- Oneida Cooper
  - 100 m st. grzbietowym - 21 miejsce w kwalifikacjach
  - 200 m. st. zmiennym - 19 miejsce w kwalifikacjach
- Taryn Mackenzie
  - 50 m st. klasycznym - 12 miejsce w półfinale
  - 100 m st. klasycznym - 16 miejsce w półfinale
  - 200 m st. klasycznym - 13 miejsce w kwalifikacjach

Sztafeta dziewcząt:
- 4x100 m dowolnym - 9 miejsce w kwalifikacjach
- 4x100 m zmiennym  - 6 miejsce w finale

Zespoły mieszane:
- 4x100 m dowolnym - 13 miejsce w kwalifikacjach
- 4x100 m zmiennym - 9 miejsce w kwalifikacjach

### Podnoszenie ciężarów
- Phello John Ramela - kategoria do 56 kg - 10 miejsce w finale

### Szermierka
- Wanda Matshaya - 11 miejsce

### Triathlon
- Wian Sullwald - 8 miejsce w finale

### Wioślarstwo
- Pary: 12 miejsce
  - Akane Makamu
  - Juliet Donaldson